# Bertrange - Greivelserhaff / Bouferterhaff
Bertrange - Greivelserhaff / Bouferterhaff este o arie protejată (arie specială de conservare — SAC, sit de importanță comunitară — SCI) din Luxemburg întinsă pe o suprafață de 700,8 ha, integral pe uscat.

## Localizare
Centrul sitului Bertrange - Greivelserhaff / Bouferterhaff este situat la coordonatele 49°35′57″N 6°02′23″E / 49.5992°N 6.0397°E.

## Înființare
Situl Bertrange - Greivelserhaff / Bouferterhaff a fost declarat sit de importanță comunitară în decembrie 1998 pentru a proteja 29 de specii de animale. Situl a fost protejat și ca arie specială de conservare în noiembrie 2009.

## Biodiversitate
Situată în ecoregiunea continentală, aria protejată conține 6 habitate naturale: Pajiști cu Molinia pe soluri calcaroase, turboase sau argilos-nămoloase (Molinion caeruleae), Liziere de ierburi înalte hidrofile de câmpie și de nivel montan până la alpin, Fânețe de joasă altitudine (Alopecurus pratensis, Sanguisorba officinalis), Păduri de fag Asperulo-Fagetum, Păduri de stejar sau de stejar și carpen sub-atlantice și medio-europene de Carpinion betuli, Păduri aluvionare cu Alnus glutinosa și Fraxinus excelsior (Alno-Padion, Alnion incanae, Salicion albae).
La baza desemnării sitului se află mai multe specii protejate:
- păsări (24): uliu porumbar (Accipiter gentilis), lăcar-de-lac (Acrocephalus scirpaceus), cucuvea (Athene noctua),  prundaș gulerat mic (Charadrius dubius), barză albă (Ciconia ciconia), erete vânăt (Circus cyaneus), cristeiul de câmp (Crex crex), ciocănitoarea de stejar (Dendrocopos medius), ciocănitoare neagră (Dryocopus martius), capîntortură (Jynx torquilla), sfrâncioc roșiatic (Lanius collurio), sfrâncioc mare (Lanius excubitor), sfrâncioc cu cap roșu (Lanius senator), ciocârlie de pădure (Lullula arborea), gușă albastră (Luscinia svecica), gaia neagră (Milvus migrans), gaia roșie (Milvus milvus), codobatura galbenă (Motacilla flava), potârniche (Perdix perdix), viespar (Pernis apivorus), bătăuș (Philomachus pugnax), lăstun de mal (Riparia riparia), mărăcinar (Saxicola rubetra), nagâț (Vanellus vanellus)
- amfibieni (1): triton cu creastă (Triturus cristatus)
- mamifere (2): liliac cu urechi mari (Myotis bechsteinii), liliac comun (Myotis myotis)
- nevertebrate (2): fluturele-tigru (Callimorpha quadripunctaria), fluturele purpuriu (Lycaena dispar)

Pe lângă speciile protejate, pe teritoriul sitului au mai fost identificate 5 specii de plante, 4 specii de mamifere, 4 specii de nevertebrate.